# Jean-Charles Gicquel
Jean-Charles Gicquel (* 24. Februar 1967 in Ploërmel) ist ein ehemaliger französischer Leichtathlet, der sich auf den Hochsprung spezialisiert hat. 1994 wurde er in Paris Vizehalleneuropameister und feierte damit seinen größten sportlichen Erfolg. Auch seine Tochter Solène Gicquel ist als Hochspringerin aktiv.

## Sportliche Laufbahn
Erste internationale Erfahrungen sammelte Jean-Charles Gicquel im Jahr 1985, als er bei den Junioreneuropameisterschaften in Cottbus mit übersprungenen 2,10 m den 14. Platz belegte. 1987 gelangte er bei der Sommer-Universiade in Zagreb mit 2,15 m auf Rang 13 und anschließend schied er bei den Weltmeisterschaften in Rom mit 2,10 m in der Qualifikationsrunde aus. 1989 belegte er bei den Halleneuropameisterschaften in Den Haag mit 2,24 m den siebten Platz und gelangte anschließend bei den Hallenweltmeisterschaften in Budapest mit 2,25 m auf Rang zwölf. Im Juli siegte er mit 2,22 m bei den Spielen der Frankophonie in Casablanca und klassierte sich dann bei den Studentenweltspielen in Duisburg mit 2,20 m auf dem achten Platz. Im Jahr darauf verpasste er bei den Europameisterschaften in Split mit 2,24 m den Finaleinzug und 1991 belegte er bei den Mittelmeerspielen in Athen mit 2,15 m den achten Platz. 1993 belegte er bei der Sommer-Universiade in Buffalo mit 2,24 m den fünften Platz und anschließend gelangte er bei den Weltmeisterschaften in Stuttgart mit 2,25 m im Finale auf den elften Platz. Zudem siegte er mit 2,26 m bei den Mittelmeerspielen in Narbonne. Im Jahr darauf gewann er bei den Halleneuropameisterschaften in Paris mit 2,35 m die Silbermedaille hinter dem Briten Dalton Grant und belegte dann im Sommer bei den Europameisterschaften in Helsinki mit 2,25 m den neunten Platz. 2000 beendete er seine aktive sportliche Karriere im Alter von 33 Jahren.
In den Jahren 1987 und 1989 sowie 1994 und 1995 wurde Gicquel französischer Meister im Hochsprung im Freien sowie 1990 und 1991 sowie 1993 und 1994 in der Halle.